# 東条寿三郎
東条 寿三郎（とうじょう じゅさぶろう、1920年12月1日 - 2003年11月26日）は福島県出身の作詞家。
法政大学卒業後、1950年にキングレコード専属作詞家となり、代表作は1951年に津村謙が歌唱した「上海帰りのリル」。「リル リル…誰かリルを知らないか」のフレーズが大流行した。主に渡久地政信・吉田矢健治とコンビを組み、主な作品は他に「雨降る街角」「吹けば飛ぶよな」「星屑の町」などがある。 
2003年11月26日午前2時55分、老衰のため千葉県柏市の病院で死去。享年82。

## 代表曲
- 『上海帰りのリル』（昭和26年8月） 作曲：渡久地政信、歌：津村謙
- 『東京の椿姫』（昭和26年12月） 作曲：渡久地政信、歌：津村謙
- 『雨降る街角』（昭和28年11月） 作曲：吉田矢健治、歌：春日八郎
- 『セントポールに灯りともる頃』（昭和29年3月）作曲：吉田矢健治、歌：津村謙
- 『東京ユーモレスク』（昭和29年5月）作曲：吉田矢健治、歌：津村謙
- 『吹けば飛ぶよな』（昭和29年11月）作曲：渡久地政信、歌：若原一郎
- 『青い月夜の並木路』（昭和31年5月） 作曲：吉田矢健治、歌：大津美子
- 『玄海船乗り』（昭和31年6月） 作曲：鎌多俊与、歌：三橋美智也
- 『みれん峠』（昭和31年10月） 作曲：吉田矢健治、歌：三橋美智也
- 『故郷は遠い空』（昭和32年6月） 作曲：吉田矢健治、歌：春日八郎
- 『おさげと花と地蔵さんと』（昭和32年9月） 作曲：細川潤一、歌：三橋美智也
- 『さようなら故郷さん』（昭和32年11月） 作曲：吉田矢健治、歌：三船浩
- 『月の峠路』（昭和33年9月） 作曲：吉田矢健治、歌：三橋美智也
- 『星屑の町』（昭和37年5月） 作曲：安部芳明、歌：三橋美智也
- 『なみだ川』（昭和49年） 作曲：山口俊郎、歌：春日八郎